# Limnephilus catula
Limnephilus catula là một loài Trichoptera trong họ Limnephilidae. Chúng phân bố ở miền Tân bắc.